# Dupla contenção
A dupla contenção ou contenção dupla (em inglês:  dual containment) foi uma política externa oficial dos Estados Unidos destinada a conter o Iraque Baathista e o Irã revolucionário. O termo foi usado oficialmente pela primeira vez em maio de 1993 por Martin Indyk no Washington Institute for Near East Policy e anunciado oficialmente em 24 de fevereiro de 1994 em um simpósio do Middle East Policy Council por Indyk, que era o diretor sênior de Assuntos do Oriente Médio do Conselho de Segurança Nacional.
Representou uma continuação da política externa estadunidense em relação ao Irã e ao Iraque durante a Guerra Fria e a tentativa de Bill Clinton de revisar uma estratégia do Golfo Pérsico após a Guerra do Golfo.

## Justificativa
Os Estados Unidos tinham uma doutrina estratégica de longa data no Oriente Médio para não deixar nenhum país se tornar tão poderoso a ponto de controlar todo o suprimento de petróleo da região do Golfo. Por essa razão, os estadunidenses consideravam tanto a Arábia Saudita como o Irã, sob o Xá, como "pilares gêmeos" da segurança regional.
Clinton pretendia fazer do processo de paz israelense-palestino uma grande prioridade em sua política externa e, portanto, queria garantir que o Iraque e o Irã não estivessem em posição de interferir nessa agenda. O Iraque já estava sob contenção pelos Estados Unidos e seus aliados no âmbito das zonas de exclusão aérea iraquianas. O Irã estava isolado pelos estadunidenses desde a Revolução Iraniana em 1979. Ainda que Clinton tivesse esperanças de eventuais mudanças na política do regime desses países, a contenção parecia ser a única opção viável para o futuro próximo.
Embora os Estados Unidos tivessem planejado na década de 1980 equilibrar o Iraque e o Irã um contra o outro diretamente, isso se tornou insustentável e desnecessário no início da década de 1990. Ambos os países estavam exaustos militar e financeiramente devido a Guerra Irã-Iraque. Além disso, a União Soviética já não existia para ser uma benfeitora de segurança para qualquer um dos países.
Clinton encarregou seu conselheiro de segurança nacional, Tony Lake, de elaborar uma nova estratégia.

## Visão e implementação política

### Iraque
O Estado-Maior Conjunto era favorável à exploração do diálogo com Saddam Hussein, mas o Secretário da Defesa dos Estados Unidos, Les Aspin, a CIA e o Departamento de Estado dos Estados Unidos queriam uma linha mais dura. O Departamento de Estado, no entanto, estava preocupado com a possibilidade de uma guerra sectária se Saddam fosse derrubado. Ele decidiu por uma abordagem que foi chamada de "contenção agressiva", uma estratégia de contenção "por meio de sanções e o recurso ocasional à força". 
Lake rejeitou dar à CIA autoridade imediata para começar a explorar opções de um potencial golpe de Estado liderado por oficiais contra Saddam. No entanto, foi acordado que a administração daria apoio político ao Congresso Nacional Iraquiano e continuaria com as zonas de exclusão aérea que protegem as populações curdas e xiitas no Iraque.
A política de contenção dupla estadunidense em relação ao Iraque também incluiu esforços secretos para alcançar a mudança de regime. Após o estabelecimento de uma zona protegida no Norte em 1991, destinada a fornecer ajuda humanitária e conter o fluxo de refugiados curdos para os países vizinhos, a região tornou-se uma base segura para movimentos de oposição. O Congresso Nacional Iraquiano, uma coalizão de grupos de oposição, foi formado e apoiado secretamente pela CIA. Esse apoio incluiu o fornecimento de fundos, armamentos e ajuda logística para promover uma insurgência que enfraqueceria o regime de Saddam Hussein e abriria caminho para um golpe de Estado interno. Esses esforços marcaram uma mudança tática significativa, com a mudança de regime sendo buscada secretamente sob o pretexto de contenção.
Anthony Lake, Conselheiro de Segurança Nacional do Presidente Clinton, reconheceu mais tarde que, embora a contenção fosse oficialmente enquadrada como a manutenção das resoluções da ONU, era, na verdade, uma ferramenta tática para atingir o objetivo estratégico mais amplo de mudança de regime. A administração evitou declarar explicitamente esse objetivo para manter a coalizão formada após a Guerra do Golfo, pois um apelo explícito para mudança de regime teria excedido o mandato da ONU.
Clinton autorizou o uso de força militar punitiva contra o regime de Saddam como parte dessa estratégia, como em 1993, quando foi descoberto que o líder iraquiano havia conspirado para assassinar George H. W. Bush, e em 1998, quando Saddam expulsou os inspetores de armas das Nações Unidas.

### Irã
A equipe de Clinton via o Irã como um "Estado vilão" que era fundamentalmente oposto aos interesses estadunidenses no Oriente Médio.
A derrubada não era uma opção política viável devido à falta de oposição organizada ou de recursos de inteligência estadunidenses no terreno. O incentivo positivo a mudanças comportamentais também foi rejeitado devido à profunda desconfiança do regime iraniano em relação aos EUA. Finalmente, a ação militar punitiva foi descartada com base no fato de que as capacidades retaliatórias do Irã serem consideradas muito grandes e os benefícios dos ataques eram muito incertos. Assim, foi decidido continuar os esforços estadunidenses para impedir a aquisição de mísseis balísticos pelo Irã e o acesso ao financiamento internacional. Essa abordagem, conhecida como "contenção ativa", foi projetada para convencer a elite iraniana a buscar a reaproximação com o Ocidente ao longo do tempo.
Em 6 de maio de 1995, Clinton assinou uma ordem executiva para reforçar a contenção iraniana. Esta, proibiu a venda de armas ao Irã, como tecnologias de uso duplo, e importações de produtos iranianos. Também estabeleceu uma posição diplomática de bloquear o Irã de todos os empréstimos internacionais.

## Nota
- Este artigo foi inicialmente traduzido, total ou parcialmente, do artigo da Wikipédia em inglês cujo título é «Dual containment».